# トーシンエ島
トーシンエ島（トーシンエとう、デンマーク語: Tåsinge）はデンマークの島。バルト海西端、フュン島の南にある。面積は70km2、人口は2006年時点で6,111人。行政的には南デンマーク地域に属する。隣のフュン島およびランゲラン島とは橋で結ばれている。
トーシンエ島の南側にあるトーシンエ島、ランゲラン島とエーア島に囲まれた海域と島々は1977年にラムサール条約登録地となった。